# الأصلاب (القفر)

تعديل مصدري - تعديل

الأصلاب هي إحدى قرى عزلة بني مسلم بمديرية القفر التابعة لمحافظة إب، بلغ تعداد سكانها 335 نسمة حسب تعداد اليمن لعام 2004.